# 귀엔가시쥐
귀엔가시쥐(Proechimys guyannensis)는 가시쥐과에 속하는 남아메리카 설치류이다. 브라질과 콜롬비아, 프랑스령 기아나, 가이아나, 수리남, 베네수엘라에서 발견된다.

## 아종
- P. g. arabupu Moojen, 1948
- P. g. arescens Osgood, 1944
- P. g. cherriei Thomas, 1899
- P. g. guyannensis (E. Geoffroy, 1803)
- P. g. riparum Moojen, 1948
- P. g. vacillator Thomas, 1903

## 계통 분류
다음은 땅가시쥐속의 계통 분류이다.
|  | 긴꼬리가시쥐, 짧은꼬리가시쥐, 에콰도르가시쥐 |
|  |                                              |
|  | 퀴비에가시쥐                                 |
|  |                                              |

|  | 가드너가시쥐, 패튼가시쥐 |
|  |                          |
|  | 쿨리나가시쥐             |
|  |                          |

|  | 긴꼬리가시쥐, 짧은꼬리가시쥐, 에콰도르가시쥐 |
|  |                                              |
|  | 퀴비에가시쥐                                 |
|  |                                              |

|  | 가드너가시쥐, 패튼가시쥐 |
|  |                          |
|  | 쿨리나가시쥐             |
|  |                          |